# Lucio Sextio Sextino Laterano
Lucio Sextio Sextino Laterano  fue un político romano del siglo IV a. C. perteneciente a la gens Sextia. Fue uno de los líderes plebeyos que encabezaron el movimiento para conseguir que los plebeyos accedieran al consulado.

## Carrera pública
Fue elegido tribuno de la plebe sucesivamente de 377 a 367 a. C. con Cayo Licinio Estolón. Propusieron una serie de leyes sobre asuntos agrarios, deudas y el acceso de los plebeyos al consulado. En vista de que los patricios boicoteaban su desarrollo, Estolón y su colega bloquearon las elecciones de las magistraturas (excepto el tribunado de la plebe) e impidieron el reclutamiento del ejército. Finalmente, el periodo de crisis terminó con la promulgación de las leyes licinio-sextias que garantizaban el acceso de los plebeyos al consulado.
Tras la aprobación de las leyes, se convirtió en el primer plebeyo en acceder al consulado en el año 366 a. C.